# Willem Roelfsema
Willem Roelfsema (Zuidlaren, 23 april 1933 – aldaar, 17 april 2014) was een Nederlands sportbestuurder.

## Levensloop
Roelfsema was in Zuidlaren en omgeving bekend als paardenliefhebber en paardenhandelaar.
Als paardenhandelaar is hij altijd zeer betrokken geweest bij de Zuidlaardermarkt. Roelfsema had zich ook verkiesbaar gesteld op 'Lijst 1' (VVD) voor de gemeenteraadsverkiezingen van 2006 van de gemeente Tynaarlo maar werd niet verkozen.
Tijdens de 800e Zuidlaardermarkt, in 2000, werd in het centrum van Zuidlaren een standbeeld onthuld, voorstellend een paard en twee handelaren. Model voor dit paard stond Tinus, waarvan Roelfsema de eigenaar was. Het beeld werd onthuld door kroonprins Willem Alexander.
Als paardenliefhebber is Roelfsema lang voorzitter geweest van het NIC Zuidlaren. Tijdens het vijftigjarig bestaan van dit evenement ontving hij koningin Beatrix als gast.
In 2004 werd Roelfsema geëerd met een koninklijke onderscheiding; sinds april van dat jaar is hij Ridder in de Orde van Oranje-Nassau.
De inmiddels erevoorzitter van het NIC Zuidlaren overleed op 80-jarige leeftijd.